# Albert C. Greene
Albert C. Greene (East Greenwich, 1791. április 15. – Providence, 1863. január 8.) az Amerikai Egyesült Államok szenátora (Rhode Island, 1845–1851).